# 里皮謝湖
里皮謝湖（烏克蘭語：Ріпище），是烏克蘭的湖泊，位於該國北部切爾尼戈夫州，處於傑斯納河右岸，長1公里、寬0.4公里，面積0.6平方公里，該湖泊最大水深6米。